# Ateuchus fuscorubrum
Ateuchus fuscorubrum là một loài bọ cánh cứng trong họ Bọ hung (Scarabaeidae).